# Evangelický hřbitov v Hlubokém
Evangelický hřbitov v Hlubokém na Třebíčsku se nachází v jižní části obce na kraji lesa Chvojky.

## Historie
Hřbitov byl založen roku 1885, kdy je o něm první písemná zmínka. Toho roku Josef Sklenář se svou ženou požádali o převedení pozemku na hřbitov. Na tomto místě se pravděpodobně pohřbívalo již dříve a toleranční patent z roku 1781 umožnil vznik evangelického hřbitova. V květnu 1945 zde byli pohřbeni tři sovětští vojáci, ale již v prosinci téhož roku byly jejich ostatky převezeny na hřbitov v Ořechově u Brna do společného hrobu.
Jedná se o malý lesní hřbitov, na kterém se nachází sedm hrobů a jehož kamennou hřbitovní zeď lemují staleté stromy. Zeď byla roku 2006 opravena.

### Zajímavosti
Hřbitov je se svou rozlohou 102 m² nejmenším v Česku, což 5. ledna 2007 potvrdila Agentura Dobrý den v Pelhřimově. Šířka hřbitova je 8,9 metru, délka jedné strany 11,04 a druhé strany 11,9 metru.